# Дом Кардона
Фолк де Кардона (исп. Folch de Cardona) — знатнейший из баронских родов Арагонского королевства, с незапамятных времён владевший Кардонским замком, одним из самых больших в Каталонии. В XV веке графы Кардонские носили титул коннетаблей Арагона и за своё могущество получили прозвище королей без короны. Глава старшей линии рода носил (с 1482) титул герцога Кардонского, глава младшей линии — титул герцога Сомма (с 1502). Старшая линия угасла в 1624, младшая — в 1750. Третья линия рода базировалась в Гвадалесте и угасла в 1724 году; двое её представителей были возведены Габсбургами в княжеское достоинство.

## Происхождение
Представители Кардонского дома появляются на страницах истории в конце X века как виконты Осоны. Фолк I, виконт Осонский умер в 1040 году. Наследовавший ему сын Рамон Фолк стал употреблять с 1062 года титул «виконт Кардоны». В позднейшее время распространилась легенда о том, что Кардону пожаловал родоначальнику династии сам Карл Великий. Дабы возвеличить свой род, графы де Кардона провозгласили своим предком мифического Фулька Анжуйского, женатого якобы на сестре императора Карла.

## Графы Кардонские
В XIV веке Фольк де Кардона признавался одним из восьми ведущих баронских родов Арагона. Его глава в 1375 году был возведён в графское достоинство. Далее титул графа последовательно носили: 

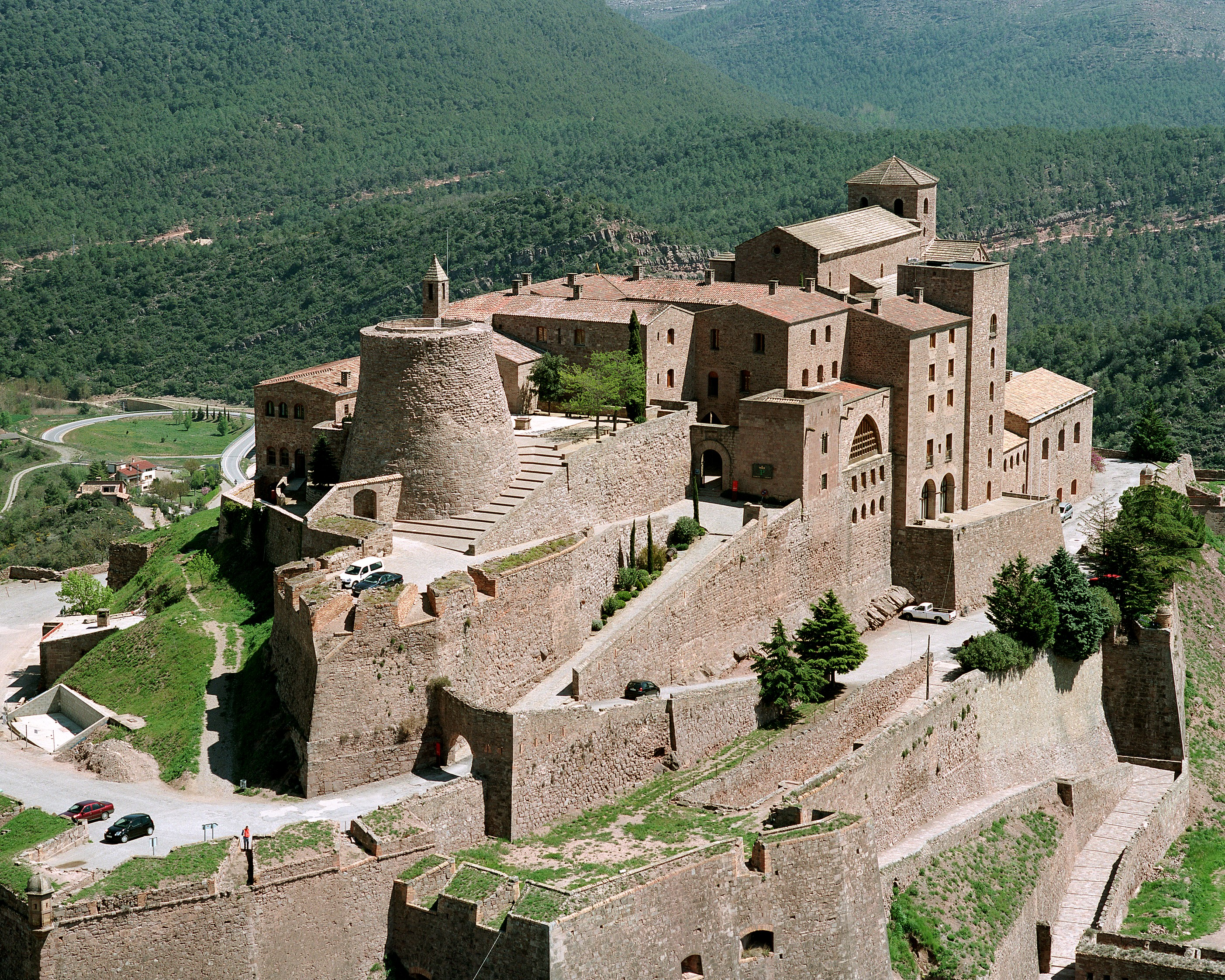
Замок Кардона под Барселоной — родовое гнездо графов Кардонских

- Сын 1-го графа Кардонского, Хуан Фольк де Кардона, сочетался браком с внебрачной дочерью  Якова Завоевателя. В 1386 г. унаследовал виконтство Пальярс, переименованное в Виламур. Дочь его была женой графа Педро II Урхельского, а младший сын унаследовал баронию Бельпуч (см. ниже).
- Хуан II (1375—1442), старший сын 2-го графа Кардонского, был женат дважды, на наследнице графства Прадес из младшей линии Барселонского дома и на дочери герцога Альфонса Гандийского, который до достижения компромисса в Каспе рассматривался как наиболее вероятный наследник арагонской короны. Город Гандиа унаследовал его младший сын, от которого происходит гвадалестская ветвь рода (см. ниже).
- Хуан III (1418-86), старший сын 3-го графа Кардонского, был женат на дочери одного из претендентов на арагонскую корону, графа Хайме II Урхельского. В 1477 г. направлен управлять от имени короля Сицилией, но два года спустя вернулся в Арагон. Его внебрачный сын Педро де Кардона (1472—1515), занимал епископскую кафедру в Урхеле и архиепископскую в Таррагоне, а также исполнял обязанности вице-короля Каталонии.

## Герцоги Кардонские

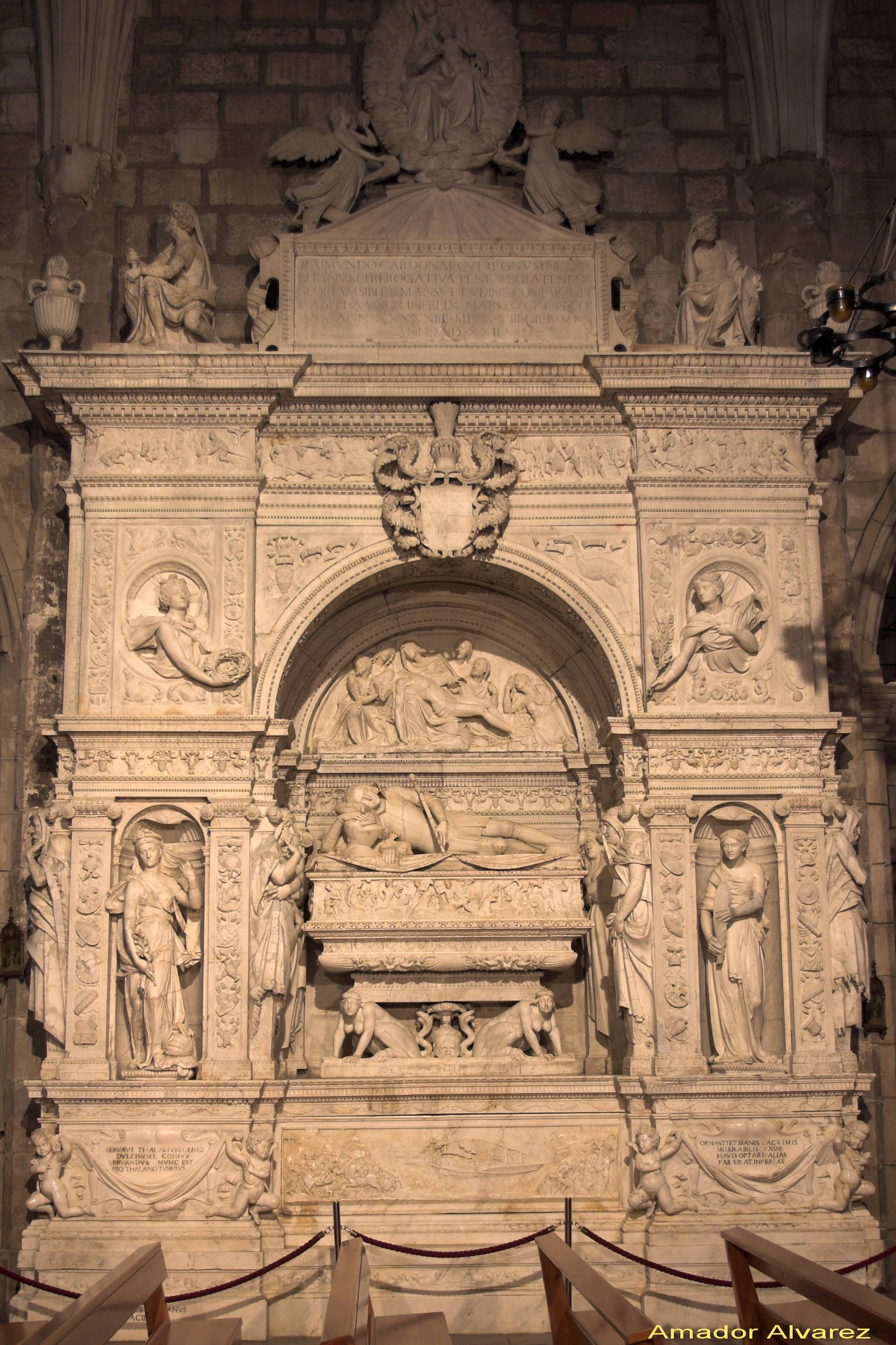
Джованни да Нола. Гробница Рамона Фольк де Кардона-Англесола, 1-го герцога Сома

Законный сын и наследник Хуана III, Хуан Рамон IV (1446—1513), 5-й граф Кардоны, 6-й граф Прадеса, после смерти португальского инфанта Педру унаследовал права своего деда, графа Урхельского, на каталонскую корону. Сохранив верность династии Трастамара, он породнился с ней, взяв в жёны Альдонсу Энрикес — сестру Хуаны Энрикес и тётку Фердинанда Католика. Вместе с её рукой получил титул коннетабля Каталонии и Арагона. В годы Каталонской гражданской войны захватил для короля графство Пальярс-Собира; король уступил ему этот феод с титулом маркиза. В 1482 г. его титул был повышен до герцогского. В 1505-07 гг. занимал пост вице-короля Неаполя.
Дети 1-го герцога Кардонского и Альдонсы Энрикес как двоюродные братья Фердинанда Католика занимали первые позиции в управлении арагонскими владениями. Один из них был архиепископом Таррагоны, другой — епископом Барселоны, третий — вице-королём Сардинии. От младшего из сыновей герцога происходит род баронов Асуэбар, продолжавшийся до 1624 года. Старший сын, Фердинанд Фольк (1469—1543), 2-й герцог Кардоны в браке с дочерью 1-го герцога Нахера имел только дочерей, из которых младшая была за графом Леринским, а старшая — за герцогом Сегорбе из побочной ветви Арагонского дома.
Титул герцога де Кардона, таким образом, перешёл к бастардам Арагона, но уже в 1575 г. был унаследован кастильским родом Кордоба. После угасания последнего в 1670 г. титулы и владения герцогов де Кардона достались вместе с рукой наследницы герцогу Медина-Сели. Это достояние остаётся в руках дома Медина-Сели до сегодняшнего дня.

## Бельпучская линия

Рафаэль Санти, Джулио Романо. Портрет Изабеллы де Рекесенс, жены Рамона де Кардона

Ветвь баронов де Бельпуч происходит от младшего сына 2-го графа Кардонского (см. выше). Наиболее прославленный её представитель — Рамон де Кардона (1467—1522), который считался при испанском дворе внебрачным сыном Фердинанда Католика. В 1502 г. он был удостоен неаполитанского титула герцога де Сома, в 1515 г. — папского титула графа Оливето. В разгар Итальянских войн, с 1509 г. до самой смерти, занимал ключевой пост вице-короля Неаполя. В качестве главнокомандующего войсками Камбрейской лиги действовал не всегда удачно и в 1512 г. был разбит при Равенне. 
Дочь его Катерина была выдана за герцога Монтальто (внебрачного сына Ферранте I), а от сына по прямой линии происходят герцоги де Сома. После смерти последнего из прямых потомков вице-короля Неаполя (в 1750 г.) титулы и владения этой ветви перешли по наследству к роду Осорио.

## Гвадалестская линия

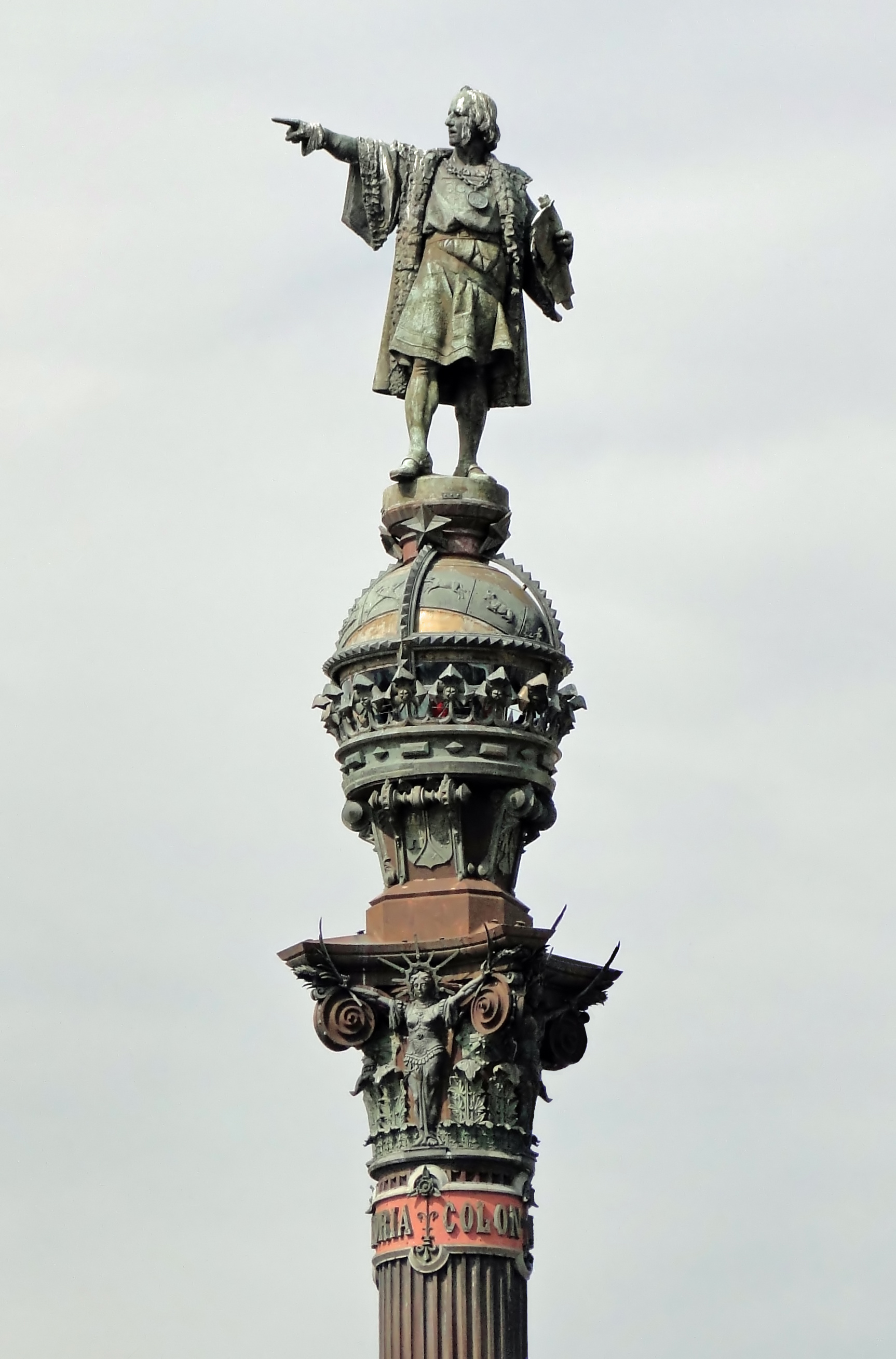
Барселонский памятник знаменитому предку гвадалестских Кардонов

Младший сын 3-го графа Кардонского по имени Гуго унаследовал от матери герцогство Гандиа. Его женой была внучка Карла Злого, наследница баронии Капарросо. Их сын, заведовавший двором Карла Благородного, в 1472 году продал права на Гандиа роду Борджиа. 
Внук его Санчо (ум. 1571), адмирал Арагона, 1-й маркиз Гвадалест (с 1542), был женат на Марии — дочери Диего Колона и внучке Христофора Колумба. Таким образом, все последующие маркизы де Гвадалест принадлежат к числу потомков великого мореплавателя.
Из маркизов Гвадалест наиболее примечательны 4-й маркиз, представлявший интересы короля в Испанских Нидерландах и вступивший в брак с дочерью 1-го князя де Линь, а также Антонио Фольк де Кардона (ум. 1724), архиепископ Валенсии и последний представитель этого рода. Его старший брат, 7-й маркиз Гвадалестский (ум. 1699), не оставил потомства в браке с Марией Терезой де Аренберг, дочерью и наследницей князя Барбансонского.
В XVII веке от маркизов Гвадалестских отделилась линия маркизов Кастельноу, просуществовавшая до 1694 года. Две наследницы этой линии были замужем за герцогом Монтеллано из фламандского рода Ган-Виленов и за маркизом дель Агвила из испанского рода Сильва. Сын этого последнего, Франсиско Мануэль де Сильва, с согласия верховной власти изменил фамилию на Фольк де Кордона. В 1750 г. был пожалован титулом имперского князя (фюрста). Единственная его дочь Мария — жена князя Гогенцоллерн-Хехингена.